# Olszynka (dopływ Ropy)
Olszynka – rzeka, lewy dopływ Ropy. Ma długość około 24 km i jej zlewnia w całości znajduje się na Pogórzu Ciężkowickim. Powierzchnia jej zlewni wynosi około 142 km². Odwadnia teren gmin Rzepiennik, Szerzyny i Skołyszyn. Olszynka stanowi południową granicę Parku Krajobrazowego Pasma Brzanki. Wody potoku znajdują się w III klasie czystości wód, a według typologii rybackiej Olszynka jest krainą pstrąga, dominującym gatunkiem ryb jest pstrąg potokowy.
Potok bierze swój początek na wzniesieniu Brzanka (534 m n.p.m.) w Jodłówce Tuchowskiej, skąd w kierunku południowo-wschodnim płynie przez Olszyny. Następnie, przybrawszy kierunek wschodni, płynie przez Ołpiny, a w Szerzynach skręca na południe i płynie przez Święcany i Siepietnice, gdzie na wysokości 242 m n.p.m. wpada do Ropy.
Głęboka dolina Olszynki przecina równoleżnikowo pasma wzgórz o szerokich i łagodnych grzbietach. Mikroregion Kotliny Olszynki dzieli teren na dwie zróżnicowane krajobrazowo części. Na pasmo górskie od strony północnej, którego stoki południowe są zalesione oraz pocięte głębokimi wąwozami, którymi spływają liczne potoki. Własną nazwę posiada trójka z nich – potok Czermianka, Czernawa i Swoszówka.  Zaś grzbiety wzniesień położone od strony południowej są nagie.

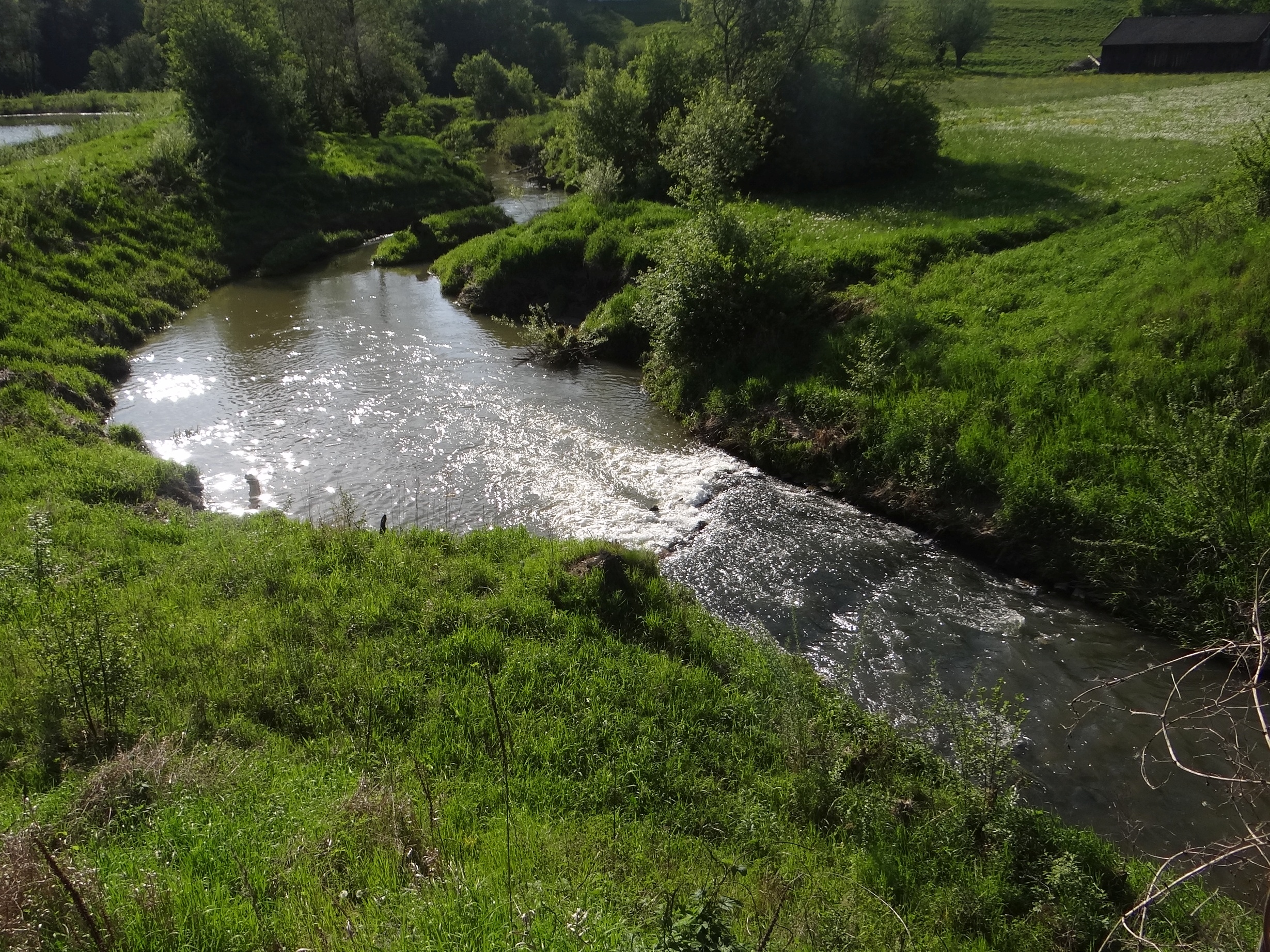
Olszynka w Święcanach
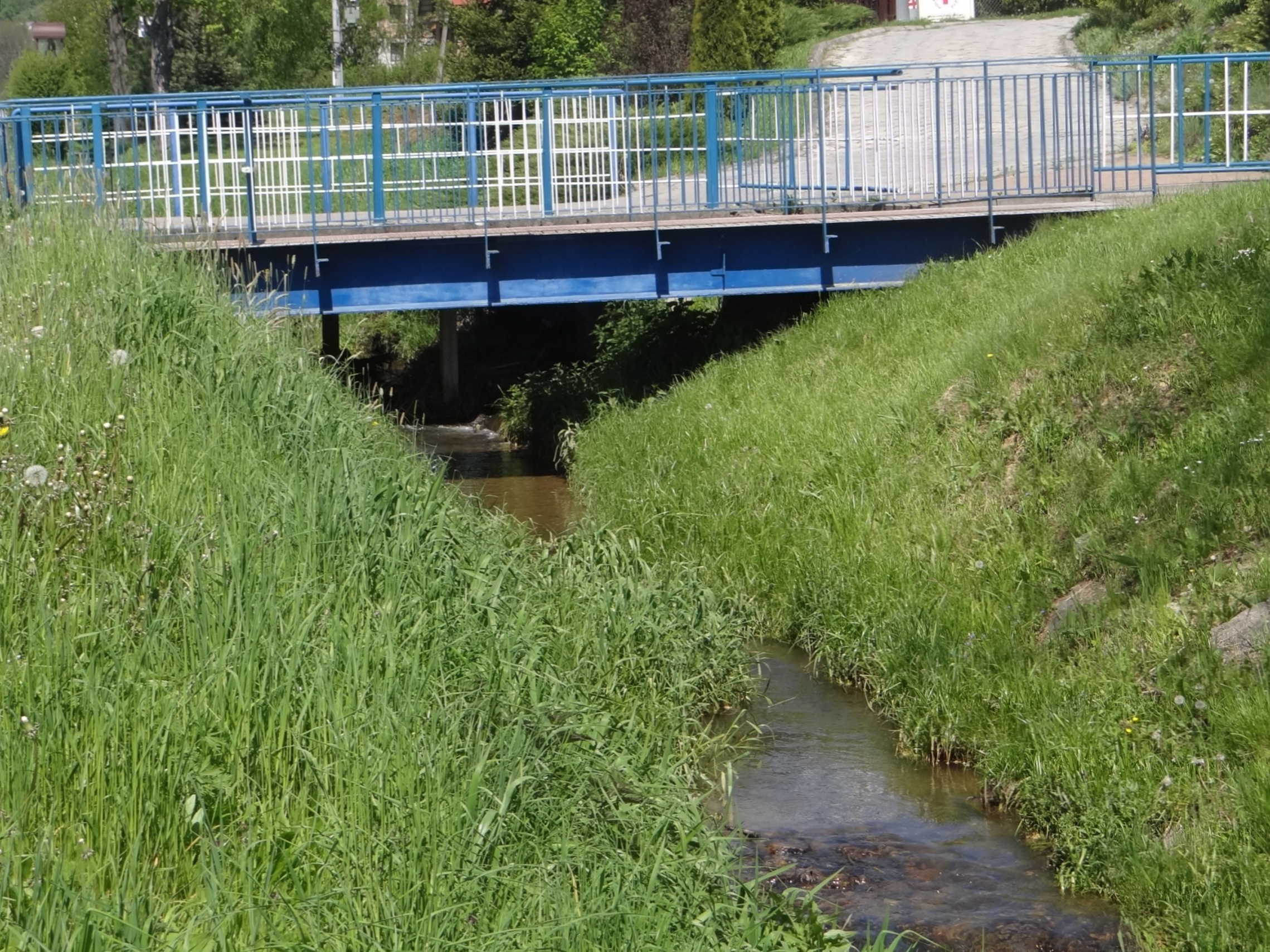
Olszynka w Olszynach